# Hrovače
Hrovače (nemško Krobathen) je naselje v Občini Pokrče v Okraju Celovec-dežela na Koroškem v Avstriji.